# تویوتا توندرا
تویوتا توندرا (Toyota Tundra) خودرویی است که از سال ۱۹۹۹–کنون تولید شده‌است. طراحی آن موتور جلو، توزیع نیروی پیشران، خودرو چهار چرخ محرک بوده‌است.
این خودرو در در سن‌آنتونیو در تگزاس ساخته می‌شود.